# تپه کاپیتولین

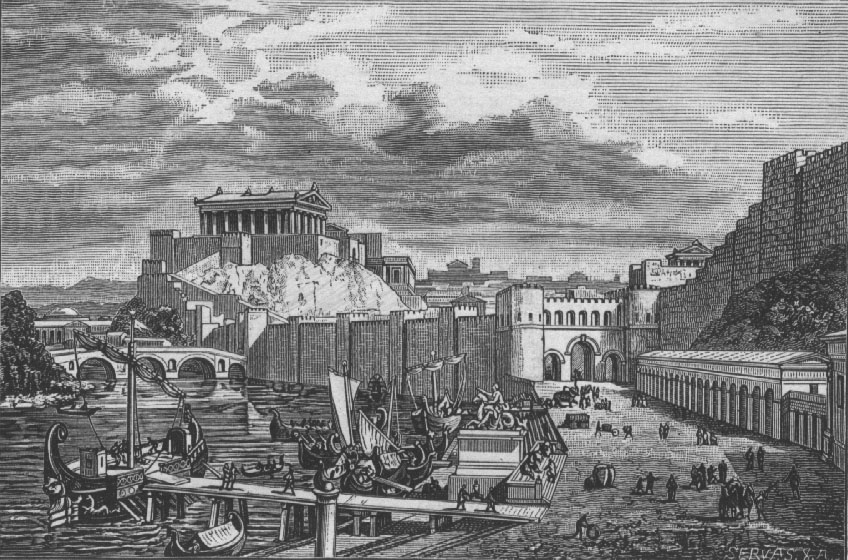
پرستشگاه ژوپیتر بر روی کاپیتول در هنگام جمهوری روم (نگاره از فردریک پولاک، ۱۸۹۶)

تپه کاپیتول (به ایتالیایی: Monte Capitolino) یکی از هفت تپه رم است. این مکان در روم باستان، مکانی مذهبی و سیاسی بوده و معادل آکروپولیس در یونان باستان به‌شمار می‌رفته. از سده ۱۶ میلادی به بعد، این منطقه با نام کاپیتولینوس (Capitolinus) نامیده می‌شود. واژه پرکاربرد کاپیتول نیز ریشه در نام همین مکان دارد.

## تاریخ باستان
در این تپه، سابین‌ها به سمت قلعه می‌خزیدند که اجازهٔ این کار را دوشیزهٔ رومی، تارپیا داده بود. به همین خاطر، او اولین کسی بود که به دلیل خیانت کردن، از مجازاتِ پرت شدن از یک صخره شیبدار مشرف به حوزهٔ رومی‌ها رنج می‌برد. این تپه بعدها، پس از این باکرهٔ پاکدامن، صخرهٔ ترپیان نامیده شد و به یک محل اعدامِ دائمی تبدیل گشت. سابین‌ها، که از واقعهٔ تجاوز به زنِ سابینی، به رم مهاجرت کردند، در کاپیتولین سکنی گزیدند. ولکانال (حرمِ ولکانال), یک حوزهٔ مقدس مربوط به قرن هشتم، درست در مرکز جایی که بعداً قرار بوده حوزهٔ رومی‌ها شود، بیشتر دامنه‌های پایینیِ شرقی کاپیتولین را اشغال کرده بود. قله، بخشی از معبد برای سه گانهٔ کاپیتولین بود که با پادشاه پنجم رومی‌ها، تارکینیوس پریسکوس (از۶۱۶ تا ۵۷۹ سال قبل از میلاد مسیح), شروع شده و توسط پادشاه هفتم و آخر، تاراکینیوس سوپرباس (از۵۳۵ تا ۴۹۶ سال قبل از میلاد مسیح) کامل گشت. این معبد به عنوان یکی از بزرگ‌ترین و زیباترین معبدها در شهر محسوب می‌شد (اگرچه الان بخش کمی به جای مانده‌است). وقتی که ترانشه‌های پی ریزی برای معبد ژوپیتر به سفارش تاراکین حفاری می‌شدند، افسانهٔ شهر با بازیابی یک جمجمهٔ انسان (در لاتین به جمجمه، کاپوت می‌گویند) آغاز شد. حفاری‌های اخیر در کاپیتولین از کشف یک گورستان اولیه زیر معبد ژوپیتر خبر می‌دهد.
معابد مهم بسیاری روی تپهٔ کاتولین ساخته شده بودند: معبد "جونو مُنتنا", معبد "ویرتوس" و معبد ژوپیتر اُپتیموس ماکسیموس کاپیتولینوس". معبد ژوپیتر اُپتیموس ماکسیموس کاپیتولینوس مهمترینِ این معبدهاست. این معبد ۵۰۹ سال قبل از میلاد مسیح ساخته شده و تقریباً به بزرگی پارتنون بود. تپه و معبد ژوپیتر نماد رم، مرکز جهان شدند. معبد ساترن در پای تپهٔ کاپیتولین در انتهای غربی حوزهٔ رم ساخته شده بود.

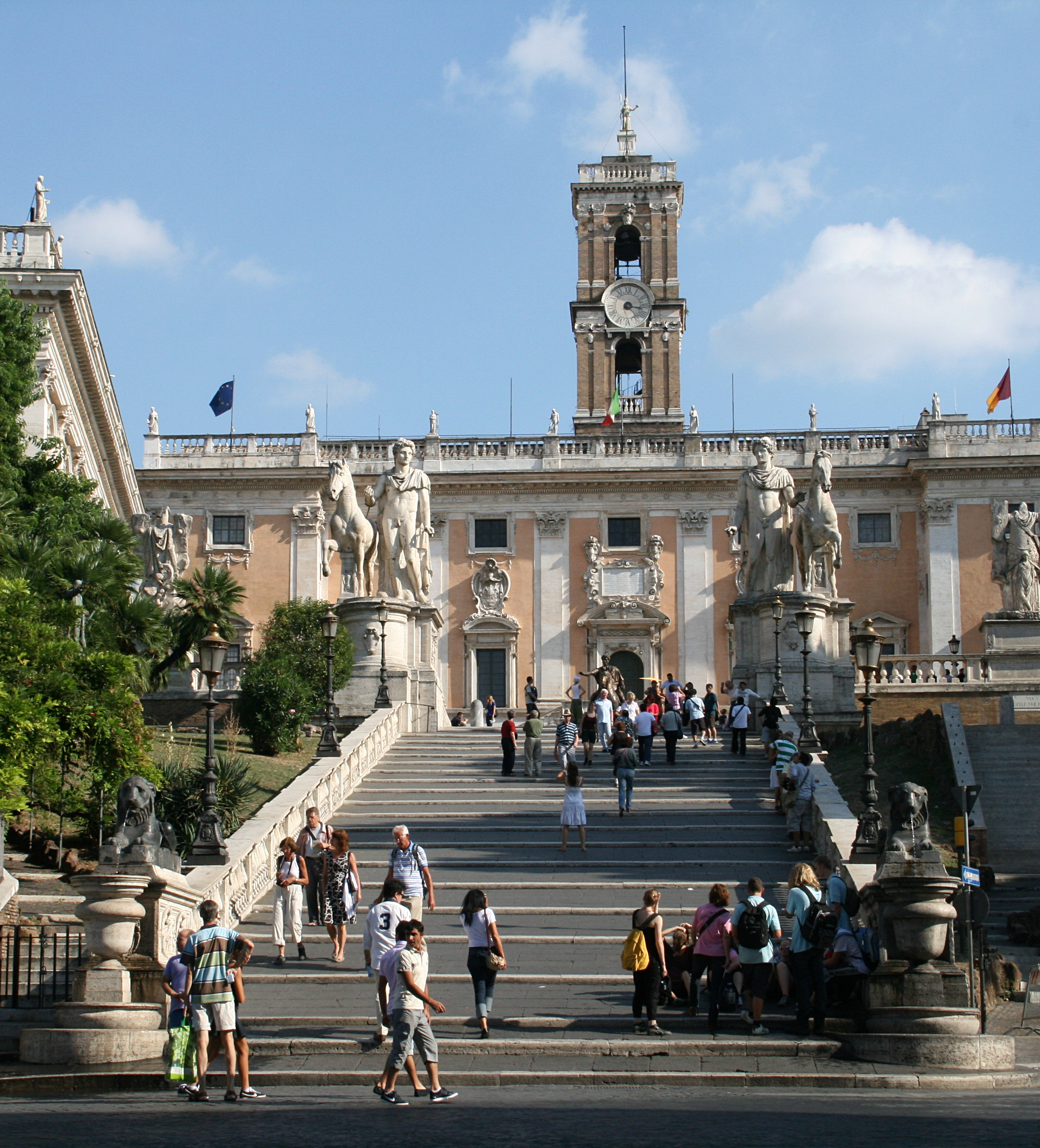
تپهٔ کاپیتولینکوردوناتا (در مرکز تصویر) از Via del Teatro di Marcello آغاز می‌شود و تا Piazza del Campidoglio ادامه دارد.

زمانی که سنون گائولز (که در شرقِ مرکزی ایتالیا اقامت داشت) در سال ۳۹۰ قبل از میلاد به رم حمله کرد، پس از جنگِ رودخانهٔ آلیا، تپهٔ کاپیتولین، به خاطر اینکه توسط مدافعان رمی مستحکم شده بود، بخشی از شهر برای فرار از دستگیری توسط بارباریان‌ها بود. بر اساس افسانه‌ها، به مارکوس مانلیوس کاپیتولینوس در رابطه با حملهٔ گالیک توسط غازهای مقدسِ جونو هشدار داده شده بود. زمانی که ژولیوس سزار در طی فتح خود از یک تصادف رنج می‌برد، به وضوح خشم ژوپیتر را برای اقداماتش در جنگ‌های داخلی نشان می‌دهد. او به عنوان راهی برای منع کردن فالِ بداقبالی به تپه و معبد ژوپیتر با پای خودش دست یافت (با این وجود او شش ماه بعد به قتل رسید و پس از آن بروتوس و دیگر قاتلانش خودشان را درون معبد زندانی کردند). برادرِ وسپاسین و برادر زاده اش نیز در طی سال ۴ امپراتور، در معبد محصور بودند.
تابولاریوم که در زیر زمین، ما تحتِ پیاتزا و نوکِ تپه واقع شده‌است، ساختمانی را با همان نام اشغال می‌کند که در قرن اول قبل از میلاد ساخته شده بود تا ازسوابق امور خارجی رومی‌ها نگهداری کند. تابولاریوم از پشت سر از حوزهٔ روم محافظت می‌کند. جذابیت اصلی تابولاریوم، در کنار ساختارش، معبدِ ویوویس است.
در طی دورهٔ طولانی رم باستان، تپهٔ کاپیتولین مرکز جغرافیایی و تشریفاتی بود. اگرچه با رنسانس، مرکزِ قبلی مجموعه‌ای درهم و برهم از ساختمان‌های ویران و مرکز اعدام‌های جنایی بود.

## تاریخِ قرون وسطی
کلیسای سانتا مارینا در آراکوئلی در مجاورت میدان است و در جایی قرار گرفته‌است که زمانی آرکسِ باستانی، یا دژ، در بالای تپه قرار داشتند. در پایه‌هایش، باقی مانده‌هایی از یک عایقِ رومی، با بیشتر از چهار طبقه است که از خیابان قابل مشاهده می‌باشد.
در قرون وسطی، عملکرد مقدس تپه توسط وظایف دیگرش به عنوان مرکز دولت مدنی رم پنهان شده و به عنوان یک کمیون در قرن ۱۱ احیا شده بود. حکومتِ شهر هم‌اکنون می‌بایست تحت کنترل شدیدِ پاپ قرار بگیرد، ولی کاپیتولین صحنهٔ جریان‌های مقاومت شهری، مانند صحنهٔ غم انگیزِ کَلا دی ریِنزو بود که جمهوری را احیا کرد. در ۱۱۴۴ یک شورش توسط شهروندان در برابر اختیاراتِ پاپ و اشراف‌زادگان انجام شد و منجر به این شد که سناتور محل اقامت رسمی اش را در تپهٔ کاپیتولین بگیرد. محلِ جدیدِ سناتور باعث شد تا وی به مجلس باستانی پشت کند و تغییری را در گرایش روی تپه آغاز کرد که میکل آنژ بعدها آن را برجسته نمود. یک پیاتزای کوچک روبروی مکانِ سناتور ساخته شد که برای اهداف همگانی در نظر گرفته شده بود. در اواسط قرن ۱۴، دیوان عدالت اصناف در انتهای جنوبی پیاتزا بنا شد. این‌جا جایی بود که بعدها محل سکنا ی محافظه کاران در قرن ۱۵ شد. در نتیجه پیاتزا توسط ساختمانهایی در قرن ۱۶ احاطه شده بود.

## میکل آنژ

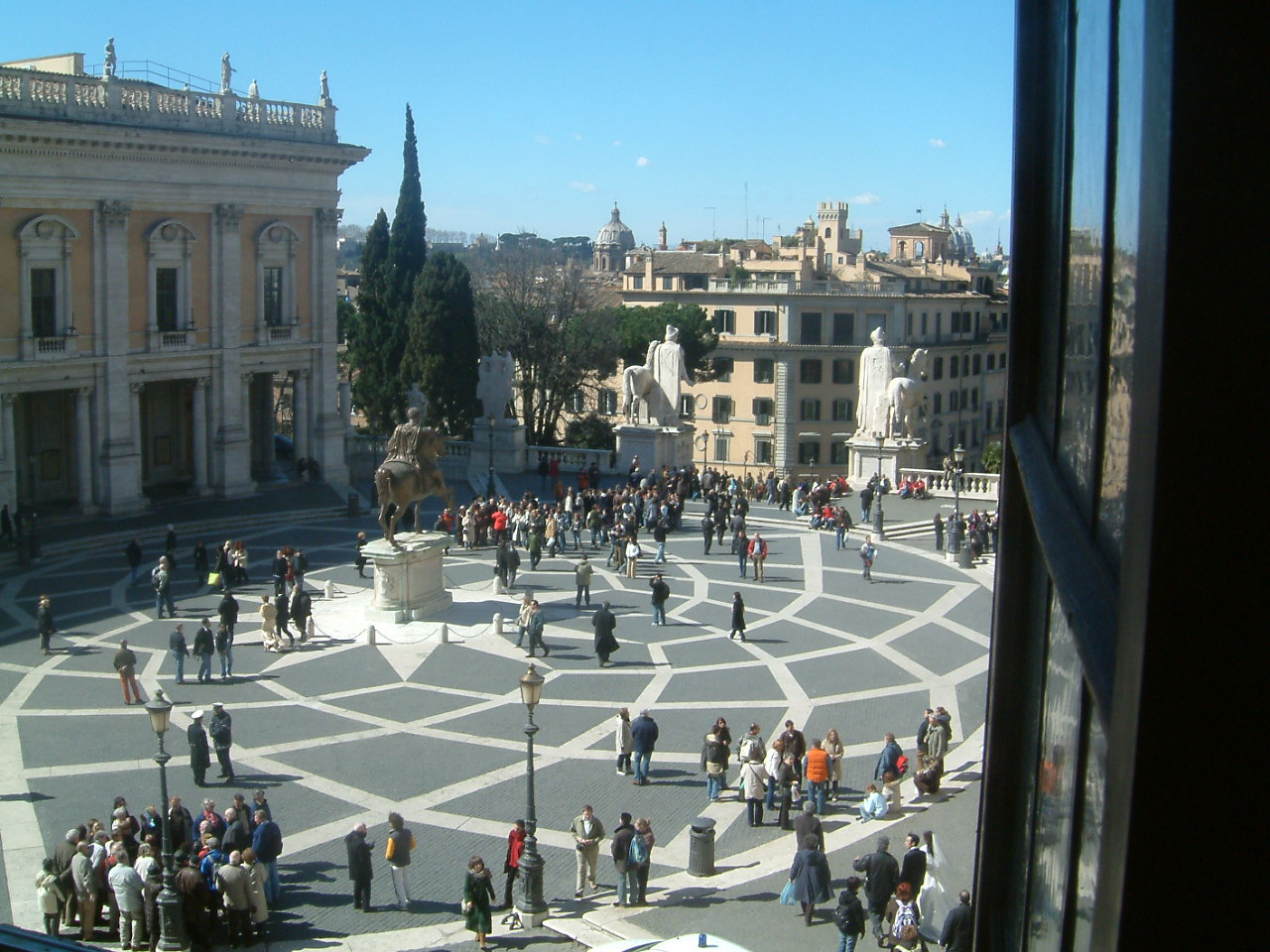
چشم‌اندازی از Piazza del Campidoglio

طراحی حاضر از Piazza del Campidoglio و پالاتزی‌های اطراف توسط هنرمند قرون وسطایی و معمار، میکل آنژ بوناروتی در بین سال‌های ۱۵۳۶ تا ۱۵۴۶ ساخته شد. در اوج شهرتش، او توسط فارنس پاپ پائول سوم سفارش شده بود که نمادی از رم جدید می‌خواست تا چارلز پنجم را تحت تأثیر قرار دهد، که انتظار می‌رفت در سال ۱۵۳۸ بیاید. این مهم، به میکل آنژ فرصت ساخت پلازایی مدنی و ناگذرا برای شهری مهم را در کنار برقراری دوبارهٔ عظمت رم داد. اولین طراحی میکل آنژ برای پیاتزا و مدلسازی دوبارهٔ پلاتزی‌های اطراف از سال ۱۵۳۶ شروع شد. نقشهٔ او به‌طور قوی ای گسترده بود. او گرایش‌های کلاسیک کاپیتولین را در یک ژستِ نمادین برجسته ساخت تا مرکز مدنی رم را از حوزهٔ رم دور سازد و به جای آن در جهت رم پاپی و کلیسای مسیحیان به شکل باسیلیکای سنت پیتر سوق دهد. این دایرهٔ نیمه پر همچنین می‌تواند به عنوان اشتیاق میکل آنژ به نشان دادن بخش جدید و در حال توسعهٔ شهر، به نسبت ویرانه‌های باستانی گذشته دیده شود. یک مجسمهٔ اسب سواری مارکوس آئورلیوس در مرکز مجموعهٔ پیاتزا در یک سطحِ بیضی شکلِ سنگفرش شده ایستاده بود. میکل آنژ نیاز داشت تا مجموعه‌ای برای مجسمه‌ها فراهم کند، و به یک نوکِ تپهٔ بی‌قاعده‌ای نظم ببخشد که توسط مجموعه‌ای از دو ساختمان قدیمی قرون وسطایی احاطه شده بود که یک زاویهٔ حاد با یکدیگر تشکیل می‌دادند. Piazza del Senator باید با دو راه پلهٔ بیرونی بازسازی می‌شد و برج کلیسا به محورهای مرکزی کاخ انتقال می‌یافت. Palazzo dei Conservatori همچنین باید بازسازی می‌شد و ساختمانی جدید که به اصطلاح Palazzo Nuovo نامیده می‌شد در همان گوشه ضلع شمالی پیاتزا ساخته شد تا Conservatori را خنثی کند و پیاتزایی ذوزنقه‌ای خلق کند. یک دیوار و نرده باید در جلوی میدان ساخته می‌شدند تا به آن تصویری محکم در طرفی که مجاور شهر بود بدهد. در نهایت، پروازی از پله‌ها باید منجر به پیاتزای محصور را از زیر می‌گشت که در ادامه محورهای مرکزی را برجسته می‌کرد.

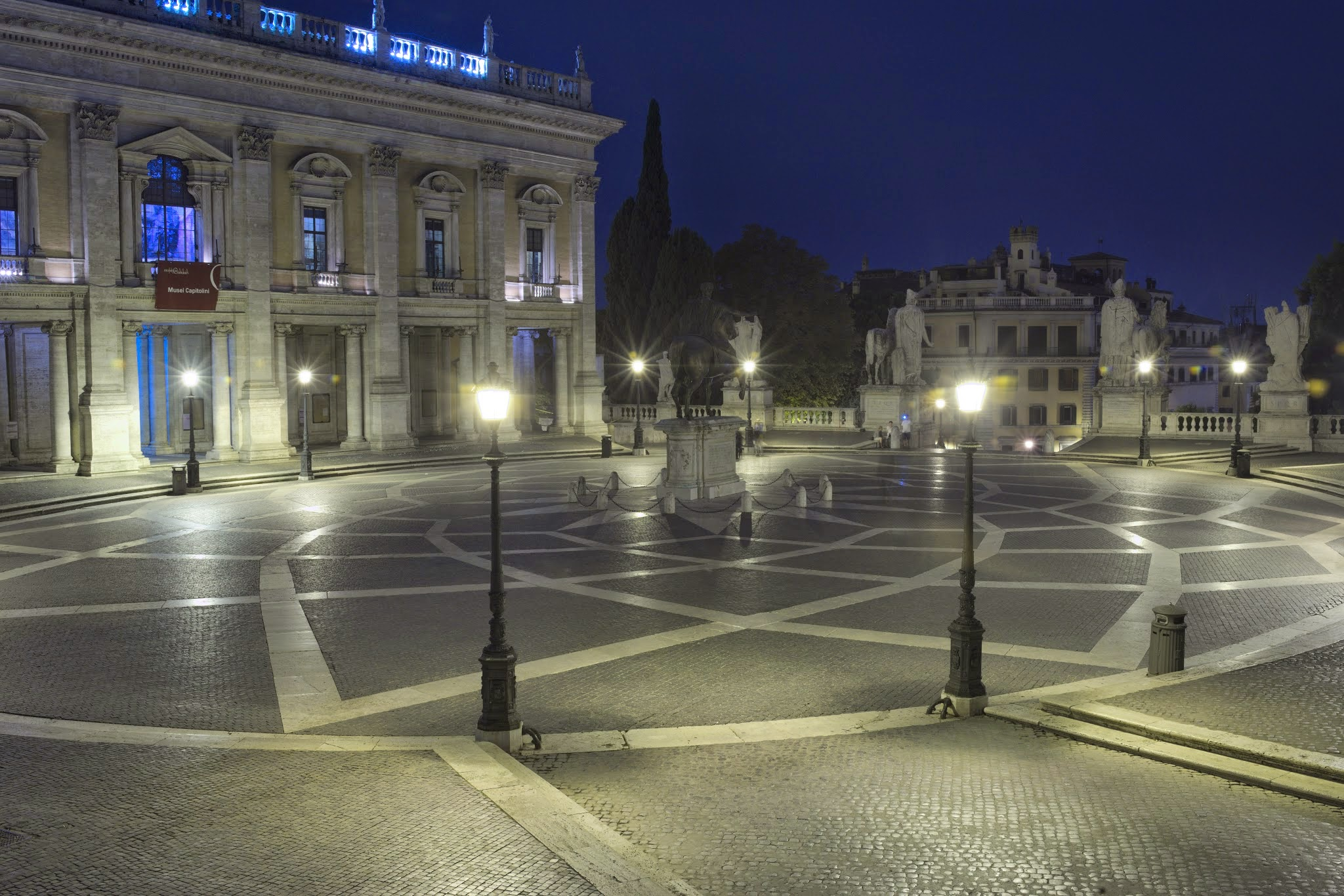
Piazza del Campidoglio در شب.

توالیِ Cordonata piazza و the central palazzo اولین معارفهٔ شهریِ «فرقهٔ محورها» بود که باید نقشه‌های باغ ایتالیایی را اشغال کرده و به باروری‌ها در فرانسه دسترسی پیدا می‌کرد.
اجرای طرح به کندی پیش می‌رفت. در واقع در زمان زندگی میکل آنژ مقدار کمی از کار پیش رفت (زمانی که امپراتور چارلز رسید، Cordonata Capitolina سر جایش نبود و حزب سلطنتی باید تقلا می‌کرد که نشان دهد کار در حال پیشرفت است), ولی کارها درست منطبق بر طراحی او ادامه یافت و Campidoglio در قرن ۱۷ کامل شد، تنها طرح‌های سنگفرش که سه قرن بعد به طول انجامید بود که طبق طرح وی پیش نرفت.

## پیاتزا

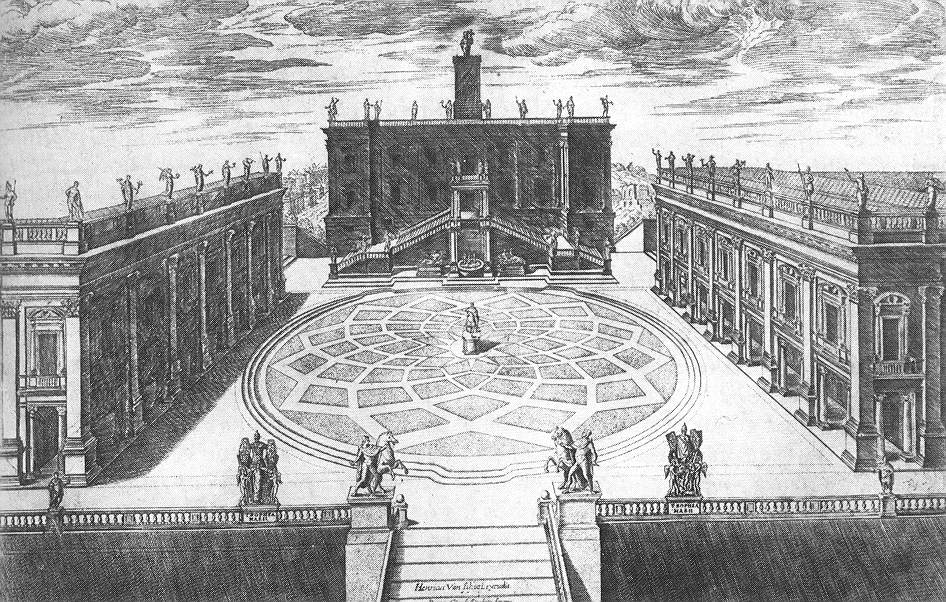
مجموعه‌سازی میکل آنژ از Campidoglio که توسط Étienne Dupérac در سال ۱۵۶۸ حکاکی شده‌است..

منظرهٔ هوایی که توسط Étienne Dupérac حکاکی شده‌است، راه حل‌های میکل آنژ را در مورد مشکلات فضا در Piazza del Campidoglio را نشان می‌دهد.
حتی در نماهای جدیدشان که با قرا دادن پلاتزو در پشت، آن‌ها را در مرکز قرار می‌دهد، فضا ذوزنقه‌ای شکل شده بود و نماها به صورت میدانی با هم مواجه نمی‌شدند. از همه بدتر اینکه کل مجموعه شیب (در حکاکی به سمت چپ) پیدا کرد. راه حل میکل آنژ رادیکال بود. سه پالاتزیِ از نو مدلسازی شده و محصور شده با یک فضای هماهنگِ ذوزنقه‌ای، با یک راه پلهٔ صعودی به نام "Cordonata" قابل دسترسی بودند. پلهٔ صعودی کوردوناتا در نظر گرفته شده بود، مانند یک پله برقیِ آرام رو بازدید کنندگانش را به سوی آسمان بلند کرده و آن‌ها را به آستانهٔ قدرت شهری بسپارد. به این دلیل که هیچ شکل "کامل" ی در ابعاد پیاتزا کار نمی‌کرد، بیضی مشخصش در سنگفرش در واقع تخم مرغی شکل است که در یک انتها از انتهای دیگر نازکتر است. شکل بیضی با یک الگوی الماسِ ترکیب شده در داخلش، بازی ای بر هندسه‌های رنسانسی مربع و دایره بود. طراحی تراورتین اجرا شده در سنگفرش‌ها سطح بسیار بالایی دارد. پیرامون محیطش، پله‌های کوتاهی بر می‌آیند و در جایی که شیب احتیاج دارد درون سنگفرش می‌میرند. مرکزش به آرامی می‌جهد، بنابراین آدم حس مس کند که روی بخشی از یک تخم مرغ عظیم ایستاده‌است که همه اش در مرکز شهر و در مرکز جهان دفن شده، همان‌طور که تاریخ‌شناس میکل آنژ، آقای Charles de Tolnay بدان اشاره کرده‌است. یک ستارهٔ در هم آمیختهٔ ۱۲ نقطه‌ای، منبعی دقیق برای صور فلکی که بر دور این فضا می‌چرخند می‌سازد که "کاپوت موندی " نامیده می‌شوند که نام لاتینی برای " نوکِ جهان" است. طرح این سنگفرش هیچ‌وقت توسط پاپ‌هایی که ممکن است معنایی تلویحی، کمتر از واردات مسیح تشخیص داده باشند اجرا نشد. در سال ۱۹۴۰ بنیتو موسولینی دستور داد تا سنگفرش‌ها طبق طرح‌های میکل آنژ کامل شوند. میکل آنژ به مرکز نگریست تا راه حلی برای اختلال کاپیتولین پیدا کند. مجسمه یک مرکز و کانون را فراهم کرد. ساختمان‌ها فضا را تعریف کردند، و آن راه حل، این فضا است. فضا به اندازهٔ همه ساختمان‌ها که موفقیت تأثیر گذارِ مجموعهٔ کاپیتولین است.
آن یک اتاق بیرونی بزرگ، یک پلازای محصور شده ومحافظت شده ولی باز به آسمان و قابل دسترس از طریق پنج ورودی متقارن. محوریت و تقارن بر تمامی بخش‌های Campidoglio حکومت می‌کند. جنبه‌های پیاتزا که این را بیشتر از همه فوراً آشکار می‌کند، ساختمان مرکزی با سنگفرش‌هایی است که چشم بازدیدکنندگان را به پایین می‌دوزد. میکل آنژ همچنین به medieval Palazzo del Senatore برج کلیسای مرکزی می‌دهد، یک نمای بازسازی شده و یک راه پلهٔ عظیمِ قسمت شده. او یک نمای جدید برای Palazzo dei Conservatori ی ردیف شده طراحی کرد و سازه‌ای یکسان the Palazzo Nuovo را برای سمت مخالف پیاتزا، طرح‌ریزی کرد. در قسمت تنگ نقشهٔ ذوزنقه‌ای، محورهای مرکزی را با یک پلهٔ با شکوه امتداد داد تا نوک تپه را با شهرِ زیرش مرتبط کند.

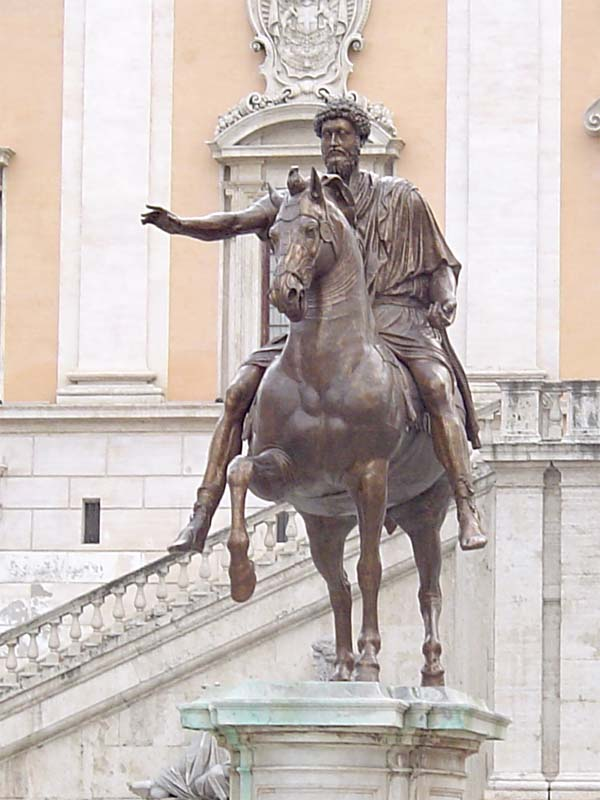
مجسمهٔ المثنی سوارکاری مارکوس آئورلیوس.

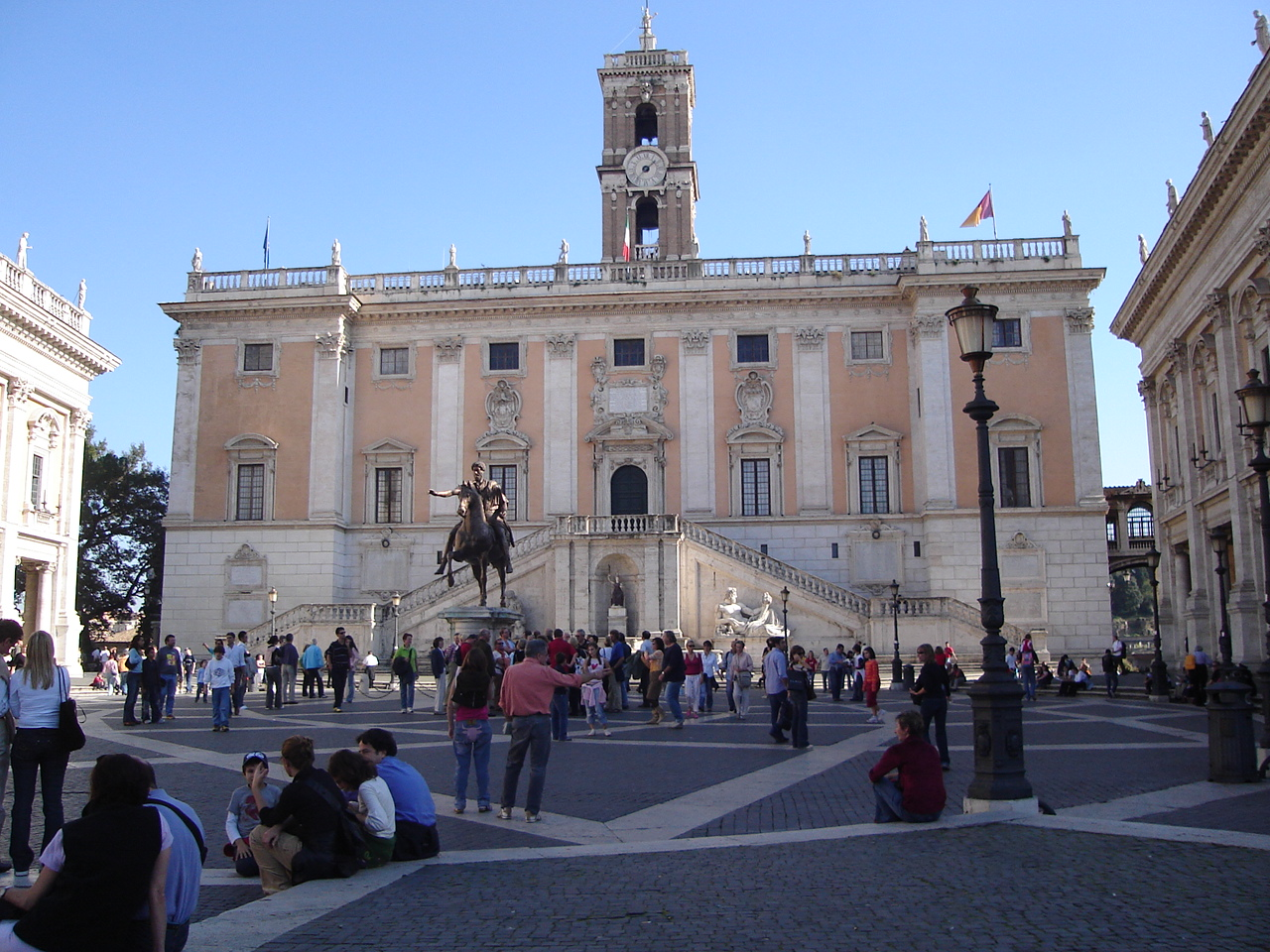
Piazza del Campidoglio, در بالای تپهٔ کاپیتولین با نمای Palazzo Senatorio. مجسمهٔ اسب در ورودی تپهٔ کاپیتولین، آبرنگ توسط Stanisław Masłowski, در سال ۱۹۰۴.

## مجسمهٔ سوارکاری مارکوس آئورلیوس
در مرکز، و نه طبق علاقهٔ میکل آنژ، مجسمهٔ اصلی امپراتور مارکوس آئورلیوس ایستاده‌است. میکل آنژ یک پایه ستون ساده برای آن فراهم کرد. مجسمه با شکوه نگهداری می‌شد، زیرا تصور بر این بود که امپراتور کنستانتین، اولین امپراتور مسیحی را به نمایش می‌گذارد. مجسمهٔ برنزی در آن موقعیت هم‌اکنون یک کپی مدرن است. مجسمهٔ اصلی در Palazzo dei Conservatori همان نزدیکی در است.

## پلاتزی
او دو فونت جدید برای دو ساختمان رسمی دولت مدنی رم، the Palazzo dei Conservatori, و Senatorio, و در نهایت برای the Nuovo فراهم کرد. میکل آنژ نمای جدیدی برای Palazzo dei Conservatori ویران طراحی کرد؛ و Palazzo Nuovo را طراحی کرد تا آنجا با فراهم کردن تعادل و ارتباط با گروه از هم گسیختهٔ ساختمان‌های موجود تعریفی آیینه‌ای باشد. ساختمان‌های این دو سازه، پس ا ز مرگ میکل آنژ تحت نظارت توماسو کاوالیری ساخته شدند. موتیفِ قوسی تنها در کل طراحی Campidoglio , سنگفرشِ تیکه‌ای بر فراز پنجره‌هایشان است که نرمش آرامی به تعادل کاملاً گوشه‌ای و عمودی-افقی طرح می‌دهد. هر سه پلاتزس هم‌اکنون خانه‌ای برای موزهٔ کاپیتولین هستند.

## پلازا کافارللی کلمنتینو
Plazzo caferelli Clementino مجاور به Plazzodei Conservatori است و هم‌اکنون ضمیمه‌ای به آن قلمداد می‌شود. در اینجا نمایشگاه‌های کوتاه مدت برگزار می‌شوند. پلاتزو بین ۱۵۷۶و ۱۵۸۳توسط جیوجیو کانونیکو برای ژان پیترو کافرللی دوم ساخته شده‌است.
تا زمان توقف جنگ جهانی اول، پیاتزا به عنوان سفارت آلمان در رم استفاده می‌شد. با ادامهٔ جنگ، اینجا توسط "کمیون دی روما " تسخیر شد که بخش بزرگی از بال شرقی را برای ایجاد تراسِ Caffarelli تخریب کردند.

## پلازا دی کونسرواتوری
(کاخ محافظه کاران) در قرون وسطی در دادگاه محلی در بالای یک معبد قرن ۶ قبل از میلاد مسیح ساخته و به ماکسیموس کاپیتولینوس اختصاص داده شد. نوسازی میکل آنژ از آن، اولین استفاده از یک سفارش عظیم که دو طبقه آن را محدودکرد را در اینجا با طیفی از دیوارهای چهار گوشِ قرنتسی و ستون‌های یونی طرفینِ ورودی ایوان سر پوشیده و پنجره‌های طبقهٔ دوم ترکیب کرد. رواق میکل آنژ نوسازی ایده‌های قدیمی است. رواق یا ایوان سر ستونرا به همراه یک کف و یک سقف صندوق مانند شامل می‌شود. سر ستون روی مجموعهٔ ستون‌ها قرار می‌گیرند در حالی که نصف ستونهای ایستاده در برابر دیوار پشتی را هماهنگ می‌کنند. هر ستون چهارگوش، ترکیبی واحد با پایه و ستون سمت دیگرش تشکیل می‌دهد. ستون‌های چهار گوش عظیم‌الجثه قرار گرفته روی پایه‌های عظیم به رواق و بقیه ماجرا متصل‌اند. همهٔ پنجره‌ها با سنگفرش‌های تکه‌ای پوشیده شده‌اند. نرده‌ای در حاشیهٔ سقف افقیتِ محضِ کل را در برابر خط‌های عمودی ای که در یک کنتراست با شکوه پدید آمده‌اند را تأکید می‌کند. عمدیت نظم عظیم‌الجثه، احساس فضای به خود تعلق داشته را به انسان می‌دهد در حالی که افقیت رواق‌ها و نرده‌ها بر محورهای طولی پیاتزا تأکید دارد. نمای پلاتزو توسط میکل آنژ از سال ۱۵۳۰ به بعد بارها به روزرسانی شد. در رم، رواقِ پلاتزو دی کنسرواتوری انجمن‌های بسیاری را پناه داد. در اینجا نزاعاتِ برخاسته در معامله‌های بیزینسی محاکمه شده‌است، مگر اینکه آن‌ها اهمیت کافی برای رفتن قبل از یک دادگاه عمومی را داسته باشند، مانند معاملات محافظه کاران. اینجا جایی طبیعی برای همچین کاری بود. تا دههٔ ۱۴۷۰ بازار اصلی درون و اطراف کمپیدوگلیو تشکیل می‌شد، در حالی که گله گاو مشمول مالیات می‌شد و در حوزهٔ باستانی که در جنوب قرار گرفته بود فروخته می‌شد.

## پلازا دل سناتور
Plazzo Senatori (کاخِ سناتوری) در طی قرون ۱۳ و ۱۴ ساخته شد و در بالای تابالاریوم قرار داشت که یک بار میزبان آرشیو رم باستان بود. بلوک‌های پرپرینو از تابالاریوم در سمت چپ کاخ و گوشهٔ برج ناقوس دوباره استفاده شدند. این کاخ هم‌اکنون میزبان سالن شهر رومی است. پله‌های دوتایی اش توسط میک آنژ طراحی شده بود. این پلهٔ دوتایی به پلاتزو جایگزین پرواز قدیمی پله‌ها و لژهای دوتایی شد که باید در سمت راست کاخ می‌ایستادند. راه پله به تنهایی قابل دیدن نیست از نظر اینکه به این ساختمان تعلق داشته باشند ولی باید در مجموعهی پیاتزا به عنوان یک کل ست شود. پله‌ها که از باله‌های هر طرف شروع می‌شوند به آرامی به سمت بالا می‌روند تا به گوشه‌ای داخلی برسند پایین بیایند و و به سمت سطح اصلی نما پس بروند. سپس یک فراز ممتد را به سمت هم ادامه می‌دهند و به سمت درگاه اصلی طبقهٔ دوم همگرا هستند. این فاصله در خط مورب و تغییر مختصر درونی هردو، محورهای درونی را جذب کرده و دو طرف را مرتبط می‌کند. فواره در مقابل راه پله خداهای رودِ تیبر و نیل را به خوبی Dea Roma نشان می‌دهد. قسمت بالایی نما توسط میکل آنژ با ستون‌های چهارگوش به همراه قرنتس‌های عظیم‌الجثه که با دو ساختمان هماهنگی دارند طراحی شد. برج ناقوسش توسط مارتینو لونگیِ بزرگ طراحی شد و بین سال‌های ۱۵۷۸ تا ۱۵۸۲ ساخته شد. نمای اخیر آن جیاکومو دلا پورتا و گیرولامو رینالدی ساخته شده‌است.

## پلازا نوئوا
Plazzo Nuovo یا کاخِ جدید، بسیار نزدیک به گورستان پیاتزی است و برج آراکوئلی را می‌پوشاند. Plazzo Nuovo در سال ۱۶۰۳ بنیان نهاده و در ۱۶۵۴ ساخت آن به اتمام رسید و در سال ۱۷۳۴ مورد بازدید عمومی قرارگرفت. نمای آن، نمای Plazzo dei Conservatori را تکرار می‌کند. به عبارت دیگر، یک کپی یکسان است که از طرح میکل آنژ در زمانی که Plazzo dei Conservatori را یک قرن پیش دوباره طراحی کرد، استفاده می‌کند.

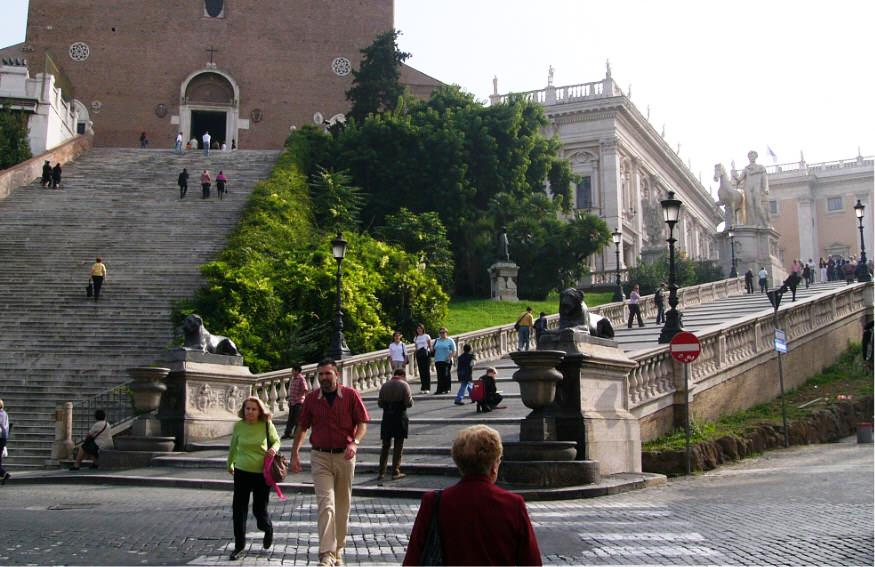
یک تصویر نمای نزدیک از Cordonata در تپه کاپیتول.
پله‌های در سربی سمت چپ کلیسای سانتا ماریا در Aracoeli.
.

## نرده
یک نرده، نشانه‌گذاری شده‌است با مجسمه‌ها در بالای ستون‌ها، ترکیبات را پوشانده و یکی از تأثیرگذارترین طراحی‌های میکل آنژ است. دو مجسمهٔ عظیم باستانی کاسترو و پولوکس که نرده را تزیین می‌کنند همانند آنهایی نیستند که میکل آنژ ارائه داده بود و اکنون در مقابل Plazzo del Quirinale هستند.

## کوردوناتا
در کنار پله‌های قدیمی تر و تند تر که منتهی به آراکوئلی می‌شوند، میکل آنژ پله‌ای وسیع و بی پایان به کوردوناتا درست کرده‌است که به تدریج به سمت تپه صود می‌کنند تا به پیاتزاهای مرتفع برسند تا اینکه Campidoglio قاطعانه به حوزهٔ رومی‌ها پشت کند که یکبار نیز دستور آن داده شده بود. این کاخ ساخته شده بود تا به اندازهٔ کافی برای سوارکاران عریض باشد که بتوانند از تپه بدون پیاده شدن بالا روند. نرده‌ها با دو مجسمهٔ شیر مصری از جنس بازالت سیاه در پایه‌ها و سنگ مرمر کاستر و پولوکس در بالایشان قرارگرفته‌اند.